# Trichostema arizonicum
Trichostema arizonicum är en kransblommig växtart som beskrevs av Asa Gray. Trichostema arizonicum ingår i släktet Trichostema och familjen kransblommiga växter. Inga underarter finns listade i Catalogue of Life.